# بل مد (نیوجرسی)
بل مد (به انگلیسی: Belle Mead) یک منطقهٔ مسکونی در ایالات متحده آمریکا است که در مانتگومری، نیوجرسی واقع شده‌است. بل مد ۱٫۹۱۷ کیلومتر مربع مساحت و ۲۱۶ نفر جمعیت دارد و ۳۰ متر بالاتر از سطح دریا واقع شده‌است.